# Gmina Pilchowice
Die Gmina Pilchowice ist eine Landgemeinde im Powiat Gliwicki der Woiwodschaft Schlesien in Polen. Ihr Sitz ist das gleichnamige Dorf (deutsch Pilchowitz) mit etwa 2900 Einwohnern.

## Geographie
Die Gemeinde liegt südwestlich des Zentrums der Woiwodschaft und grenzt im Norden an die Kreisstadt Gliwice (Gleiwitz). Die weiteren Nachbargemeinden sind Knurów im Osten, Czerwionka-Leszczyny im Südosten, Rybnik im Süden, Kuźnia Raciborska im Westen und Sośnicowice/Kieferstädtel im Nordosten.
Die Landgemeinde hat eine Fläche von 67,51 km², von der 49 Prozent land- und 41 Prozent forstwirtschaftlich genutzt werden. Zu den Fließgewässern gehört die Birawka (Bierawka).

## Geschichte
Die Landgemeinde wurde 1973 aus Gromadas gebildet. Der Zuschnitt der Woiwodschaft Katowice wurde 1975 im Zuschnitt verkleinert und der Powiat aufgelöst. Zum 1. Januar 1999 kam die Gemeinde zur Woiwodschaft Schlesien und wieder zum Powiat Gliwicki.
Seit 2012 besteht eine Gemeindepartnerschaft mit Bobritzsch-Hilbersdorf in Sachsen.

## Gliederung
Die Landgemeinde (gmina wiejska) Pilchowice gliedert sich in sieben Dörfer mit einem Schulzenamt (sołectwo):
- Kuźnia Nieborowska (Nieborowitzer Hammer)
- Leboszowice (Leboschowitz)
- Nieborowice (Nieborowitz)
- Pilchowice (Pilchowitz)
- Stanica (Stanitz)
- Wilcza (Ober und Nieder Wilcza)
- Żernica (Deutsch Zernitz)

## Politik

### Bürgermeister
An der Spitze der Verwaltung steht der Gemeindevorsteher. Seit 2014 ist dies Maciej Gogulla vom Wahlkomitee „Sieben Orte eine Gemeinde“. Bei der turnusmäßigen Wahl im April 2024 wurde Gogulla ohne Gegenkandidaten 89,3 % der Stimmen ohne Gegenkandidaten wiedergewählt. Bei der  turnusmäßigen Wahl im Oktober 2018 wurde Gogulla ebenfalls ohne Gegenkandidaten mit 92,0 % wiedergewählt.

### Gemeinderat
Der Gemeinderat von Gierałtowice besteht aus 15 Mitgliedern, die in Einzelwahlkreisen gewählt werden. Die Wahl 2024 führte zu folgendem Ergebnis:
- Wahlkomitee „Sieben Orte eine Gemeinde“ 55,0 % der Stimmen, 13 Sitze
- Wahlkomitee „Vorwärts fahren“ 15,3 % der Stimmen, 1 Sitz
- Wahlkomitee „Zustimmung und Zukunft“ 11,5 % der Stimmen, kein Sitz
- Wahlkomitee „Neue Ära“ 11,2 % der Stimmen, 1 Sitz
- Übrige 6,9 % der Stimmen, kein Sitz

Die Wahl 2018 führte zu folgendem Ergebnis:
- Wahlkomitee „Sieben Orte eine Gemeinde“ 50,1 % der Stimmen, 12 Sitze
- Wahlkomitee „Vereinigung der Einwohner des Landkreises Gliwice“ 28,4 % der Stimmen, 2 Sitze
- Wahlkomitee „Gemeinsam für Stanica“ 13,5 % der Stimmen, kein Sitz
- Wahlkomitee „Unser Kuźnia“ 8,0 % der Stimmen, 1 Sitz

## Verkehr
Durch die Gemeinde führen die Landesstraße DK78 und die Woiwodschaftsstraße DW921.
Der nächste internationale Flughafen ist Katowice.